# 粗壯鮨麗魚
粗壯鮨麗魚，為輻鰭魚綱鱸形目隆頭魚亞目慈鯛科的其中一種，分布於非洲馬拉威湖及雪利河上游流域，體長可達56公分，棲息在沙石底質、植被生長的淺水域，屬肉食性，以無脊椎動物為食，生活習性不明，可作為食用魚及遊釣魚。

## 擴展閱讀
維基物種上的相關：粗壯鮨麗魚